# Cyrill Lachauer

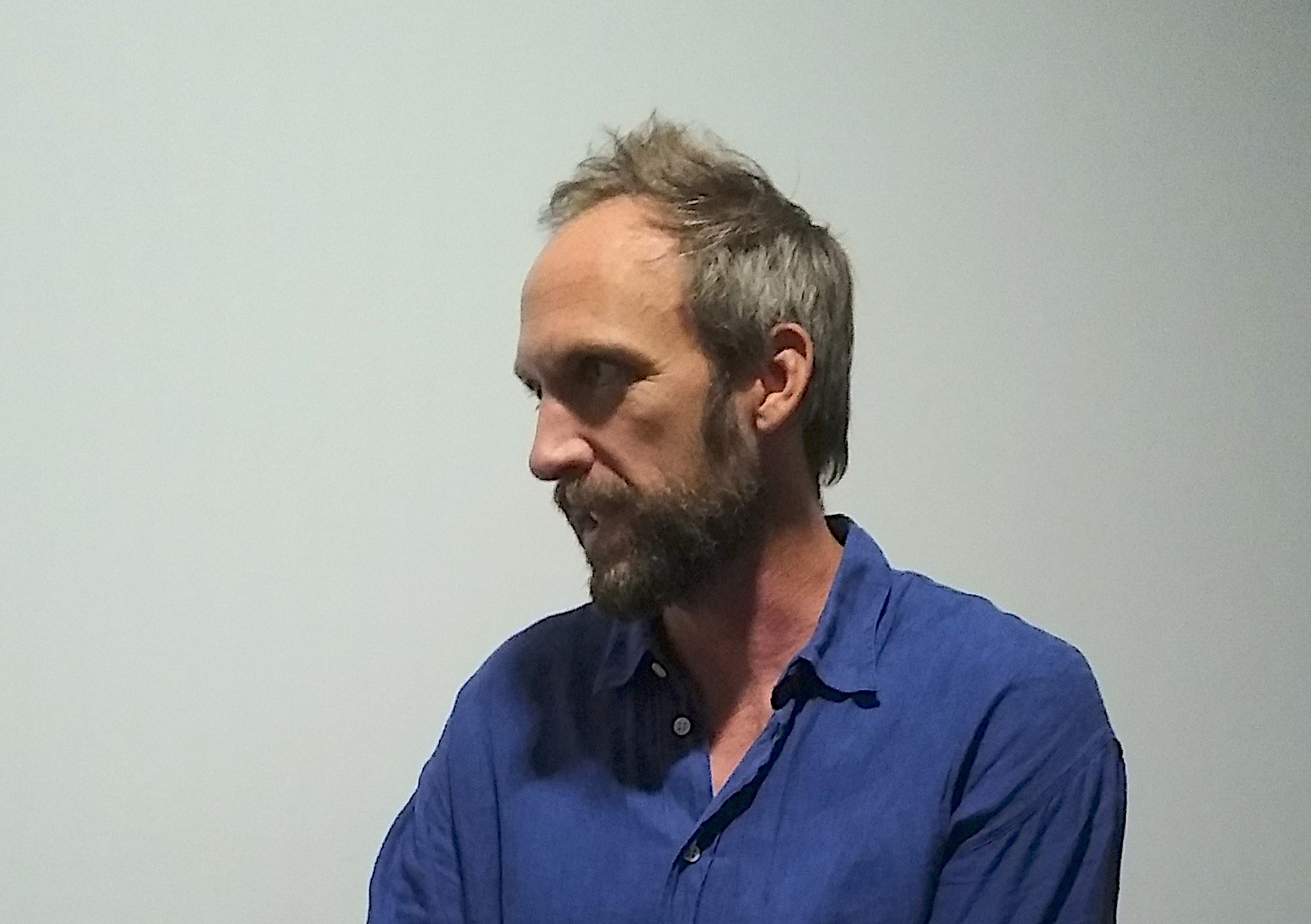
Cyrill Lachauer (2021)

Cyrill Lachauer (geboren 1979 in Rosenheim) ist ein deutscher bildender Künstler, Fotograf und Filmemacher. Er lebt in Berlin. Seine Arbeiten entstehen in der Auseinandersetzung mit seiner Idee der erzählenden Landschaften, deren „subjektiven Erfahrung“, sowie während ausgedehnter, feldforschungsartiger Reisen.

## Leben und Werk
Lachauer ist der Sohn des Rosenheimer Künstlers Alfons Lachauer. Er studierte von 2000 bis 2001 Regie an der Hochschule für Fernsehen und Film München, bevor er 2001 zur Ethnologie an der Ludwig-Maximilians-Universität München wechselte. Er schloss 2006 mit dem Magister Artium ab. Im Zuge des Studiums und danach unternahm er Feldforschung unter anderem in Ladakh, Portugal und Kolumbien. 2005 nahm er zunächst parallel ein Studium an der Akademie der Bildenden Künste München auf und wechselte nach seinem Ethnologie-Abschluss an die Universität der Künste Berlin zu Lothar Baumgarten, weil der seine ethnologischen und multi-medialen Interessen teilte. 2010 schloss er das Studium als Meisterschüler bei Baumgarten ab. Seitdem arbeitet er als freier Künstler. 2011 gründete er mit Moritz Stumm das Label flipping the coin zunächst für Dubplates, später erweitert auf Bücher und Filme (zusammen mit Alexander Hick). Seit 2013 ist Lachauer Vater.
Reisen, biografische Bezüge, Spurenlesen und der Zweifel als Methode bilden die Grundlage seines künstlerischen Werks. Bonaventure Soh Bejeng Ndikung bezeichnet Lachauer als „a modern landscape artist. For him, landscape goes beyond the physical to also encompass culture, and all that makes a space a space, with its history, spirituality and politics.“
Mit 16 fiel Lachauer das Buch A Separate Reality von Carlos Castaneda (1925–1998) in die Hände, einem Ethnographen, der seine Feldforschung nach heutiger Kenntnis weitgehend erfunden hat und die New-Age-Bewegung maßgeblich prägte. Bereits zuvor war Wolfgang Güllich sein Idol als Kletterer geworden, der durch den ersten Free-Solo-Durchstieg der Route Separate Reality im kalifornischen Yosemite-Nationalpark berühmt wurde. Lachauer klettert selbst seit seinem dreizehnten Lebensjahr und ist häufig an den Big Walls des Yosemite Valleys unterwegs. Er hält sich regelmäßig in den Vereinigten Staaten auf, lebt phasenweise in Los Angeles und hat längere Reisen unter anderem in Brasilien und dem Ladakh unternommen. Die Auseinandersetzung mit Fakt und Fiktion vor dem Hintergrund der Figur Castanedas mündete in dem Film Dodging Raindrops – A Separate Reality, den Lachauer im Süden und Mittleren Westen der USA von 2015 bis 2017 drehte und in welchem er selbstkritisch seine Position in Frage stellt.
Mehrfach startete er Projekte mit ethnologischem Interesse und wandte sich im Laufe der Arbeit im Feld von diesem ursprünglichen Bezug ab, weil er erkannte, dass es fremde Geschichten waren, denen er folgte: „Fragmente aus Bildern und Geschichten, die mich nichts angehen“. Denn als Ethnologe kann er Kulturen und Menschen immer nur im Bezug auf sich selbst als „weißem europäischen Mann, Künstler und Reisendem“ erkennen. So verschob sich Lachauers anfänglich ethnografisch geprägter Ansatz hin zu einem radikal subjektiv-poetischen.
Ausgehend von Las Vegas in Nevada bis nach South Dakota begab sich Lachauer 2012–2014 auf die Suche nach impliziten Erzählungen um den Geistertanz, einer synkretistischen, spirituellen Praxis, die im letzten Drittel des 19. Jahrhunderts zu einer indianischen Widerstandsbewegung gegen die Kolonialisierung des nordamerikanischen Westens wurde und 1890 im Massaker von Wounded Knee niedergeschlagen wurde. Während dieser beiden Jahre im amerikanischen Hinterland entwickelte Lachauer die Idee der erzählenden Landschaft: „Mein Landschaftsbegriff schließt alles sich in einem bestimmten Raum befindliche ein: physikalische Landschaft, materielle Kultur, Menschen, Tiere, Atmosphäre, Einschreibungen und Leerstellen. Landschaft ist also ein Raum, in dem alle Teile, belebt wie unbelebt, von einer Sache erzählen – von einer bestimmten Kultur, einer bestimmten Geschichte oder eben einer bestimmten Spiritualität.“ Die Kraft des Traums sowie gleichsam sein gewaltsames Scheitern fanden sich schließlich vor dem Hintergrund dieser erzählenden Landschaft in der Werkgruppe Full Service.
Entlang des Mississippi Rivers machte sich Lachauer im Winter 2016/2017 auf, um einer indirekten Verbindung zwischen dem Sauk Black Hawk (1767–1838) im Norden und Mother Leafy Anderson (1887–1927), die nach eigenen Angaben maßgeblich durch Black Hawk beeinflusst, 1920 das afroamerikanische Spiritual church movement gegründet hatte, im Süden des Mississippi nachzugehen. Wieder traf er unterwegs Menschen, die ihn immer wieder mit der Frage What do you want here konfrontierten und ihn so von seiner anfänglichen Idee abbrachten, denn „Was hatte ich dazu schon zu sagen“. Im Heartland begegneten Lachauer Männer der Mittelklasse, ebenso wie blue collar worker, aber auch „Railrider, Drifter und Traveler“, er sammelte Erfahrungen mit ihnen und arbeitete an der Fotoserie The Adventures of a White Middle Class Man (From Black Hawk to Mother Leafy Anderson). „In ihnen verbinden sich Beobachtungen entlang des Mississippi mit fiktiven Situationen und historischen Bezügen zu einer vielstimmigen Erzählung, die eine erweiterte Wahrnehmung der bereisten Landschaften ermöglicht.“
Von 2018 bis 2019 arbeitete Cyrill Lachauer an dem Zyklus I am not sea, I am not land. Die Küste als Raum, der nicht mehr ganz Meer aber auch noch nicht ganz Land ist, dient Lachauer als Metapher für seine Besetzung von Graubereichen, seinem Zweifel an vereinfachenden Wahrheiten und seiner Abneigung eines Sprechens über: "Ich versuche ... mit der Landschaft zu sprechen. Neben ihr – nicht irgendwo über ihr."
2019 reiste er auf Güterzügen von Florida nach New Mexico und schrieb dabei Texte unter dem Titel Sunken Cities, Floating Skies, die er mit Moritz Stumm vertonte und unter Rückgriff auf das Gemälde Das Schlaraffenland von Pieter Bruegel dem Älteren zu einer Videoarbeit schnitt.
Von 2022 bis 2025 arbeitete Lachauer an dem Langfilm Slack gemeinsam mit dem Fotografen Mike Brodie, den er 2019 während der Reisen auf Güterzügen zufällig kennen gelernt hatte. Slack wird von einem in Bosnien gedrehten Prolog und einem auf der La Bestia in Mexiko gedrehten Epilog begleitet und so zu einer Film-Trilogie.

## Einzelausstellungen
- 2023 Cardboard & Copenhagen, Koenig2, Wien[16]
- 2022 Birds, Bpart am Gleisdreieck, Berlin[16] / #125, Videoart at Midnight, Berlin[17]
- 2020 I am not Sea, I am not Land, Sammlung Goetz im Haus der Kunst München[18]
- 2019 When you smell the smoke on your skin, the fire’s long gone, Galleria Mario Iannelli, Rom[19]
- 2017 What do you want here, Berlinische Galerie – Landesmuseum für Moderne Kunst, Fotografie und Architektur, Berlin[20]
- 2015 Full Service, Museum Villa Stuck, München[10]
- 2015 Full Service, Galerie Thomas Fischer, Berlin
- 2014 Further Conversations With Don Juan, artothek – Raum für junge Kunst, Köln[21]

## Auszeichnungen und Stipendien
- 2021 Stipendium der Pollock-Krasner Foundation, New York
- 2020 Villa Massimo Stipendium, Rom (wegen der COVID-19-Pandemie nicht angetreten)
- 2018 ifa-Rechercheförderung, Südafrika
- 2016 Hans und Charlotte Krull Stiftung Arbeitsstipendium, Berlin
- 2015 Villa Aurora Stipendium, Los Angeles
- 2014 EHF 2010 Stipendium der Konrad-Adenauer-Stiftung, Berlin
- 2012 Arbeitsstipendium Stiftung Kunstfonds, Bonn
- 2021 Reisestipendium der Ilse Augustin-Stiftung, Berlin
- 2010–2012 Atelierstipendium der Karl-Hofer-Gesellschaft, Berlin
- 2010 4ter IBB Preis für Photographie, Berlin
- 2008 3sat Förderpreis der Internationalen Kurzfilmtage Oberhausen
- 2006 Förderstipendium Digitale Kulturen der AdBK München